# العقل والجنون في اليونان القديمة
العقل والجنون في اليونان القديمة، هي الجذور الكلاسيكية للطب النفسي الحديث، وقد نشرت من قبل مطبعة جامعة كورنيل في عام 1978 وأعيد طبعها في 31 أغسطس 1980.

## فهرس
- العقل والجنون في اليونان القديمة: الجذور الكلاسيكية للطب النفسي الحديث مطبعة جامعة كورنيل ، 1980 ،(ردمك 9780801492020)